# Agutifélék
Az agutifélék (Dasyproctidae) az emlősök (Mammalia) osztályába és a rágcsálók (Rodentia) rendjébe tartozó család.
A pakafélék (Cuniculidae) családját többször is összevonták az agutifélék családjával. De a molekuláris vizsgálatok azt mutatják, hogy a pakák és agutik mégis két külön családba tartoznak.

## Rendszerezés
A családba az alábbi 2 élő, 7 fosszílis nem és 13 recens faj tartozik:
- agutik (Dasyprocta) Illiger, 1811 – 11 faj
- farkosagutik (Myoprocta) Thomas, 1903 – 2 faj
- †Alloiomys
- †Australoprocta
- †Branisamys
- †Incamys
- †Neoreomys
- †Megastus
- †Palmiramys

A fosszílis nemeket McKenna és Bell gyűjtötte össze 1997-ben; aztán a listát 2005-ben Kramarz átdolgozta, s most az ő elgondolása szerint látható.